# St. Vitus (Berg bei Neumarkt in der Oberpfalz)

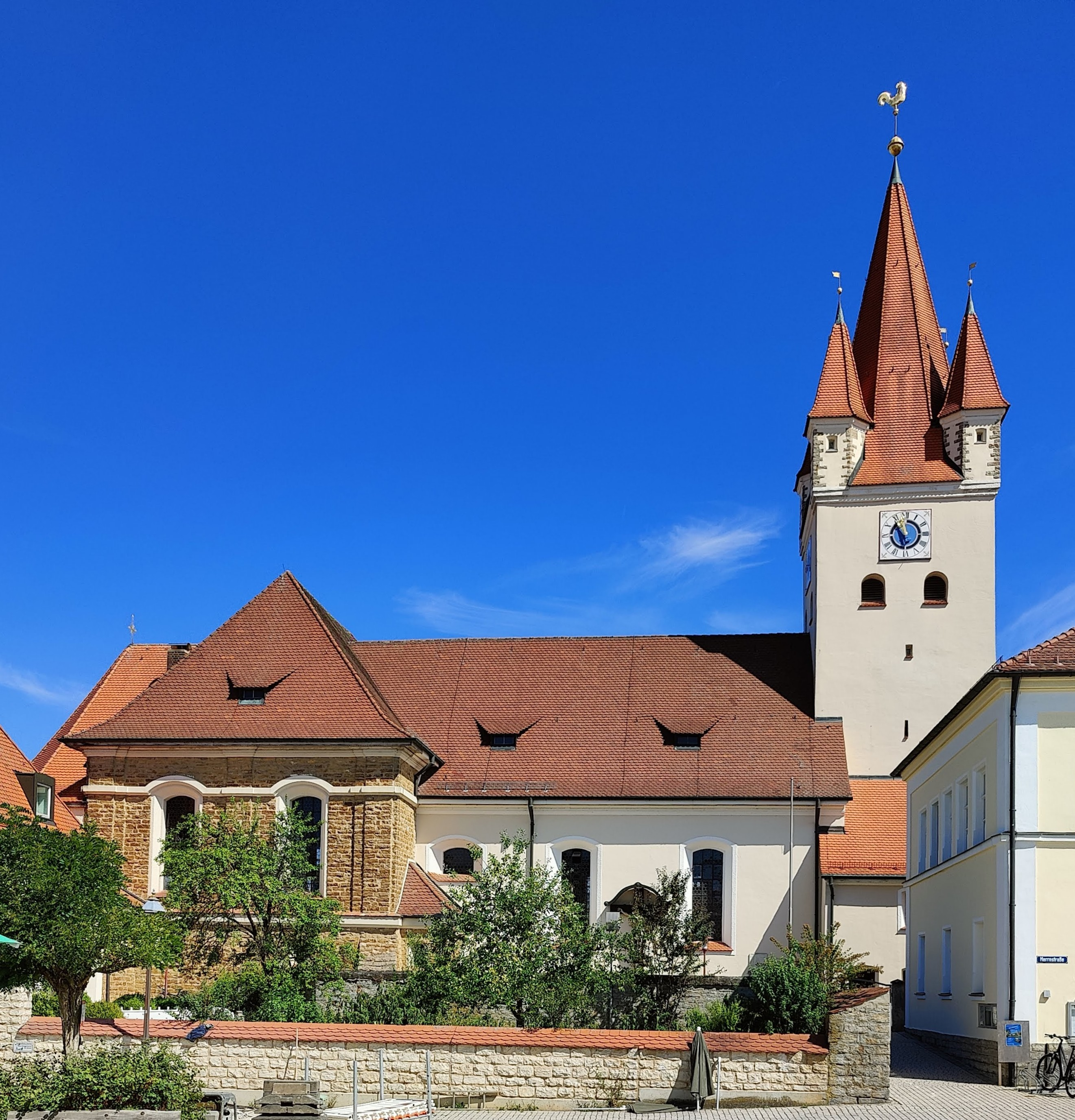
St. Vitus (Berg bei Neumarkt in der Oberpfalz)

Die römisch-katholische, denkmalgeschützte Pfarrkirche St.  Vitus steht in Berg bei Neumarkt in der Oberpfalz, einer Gemeinde im Landkreis Neumarkt in der Oberpfalz in Bayern. Die Kirche gehört zum Dekanat Neumarkt in der Oberpfalz im Bistum Eichstätt. Das Bauwerk ist unter der Denkmalnummer D-3-73-113-1 als Baudenkmal in die Bayerische Denkmalliste eingetragen.

## Beschreibung

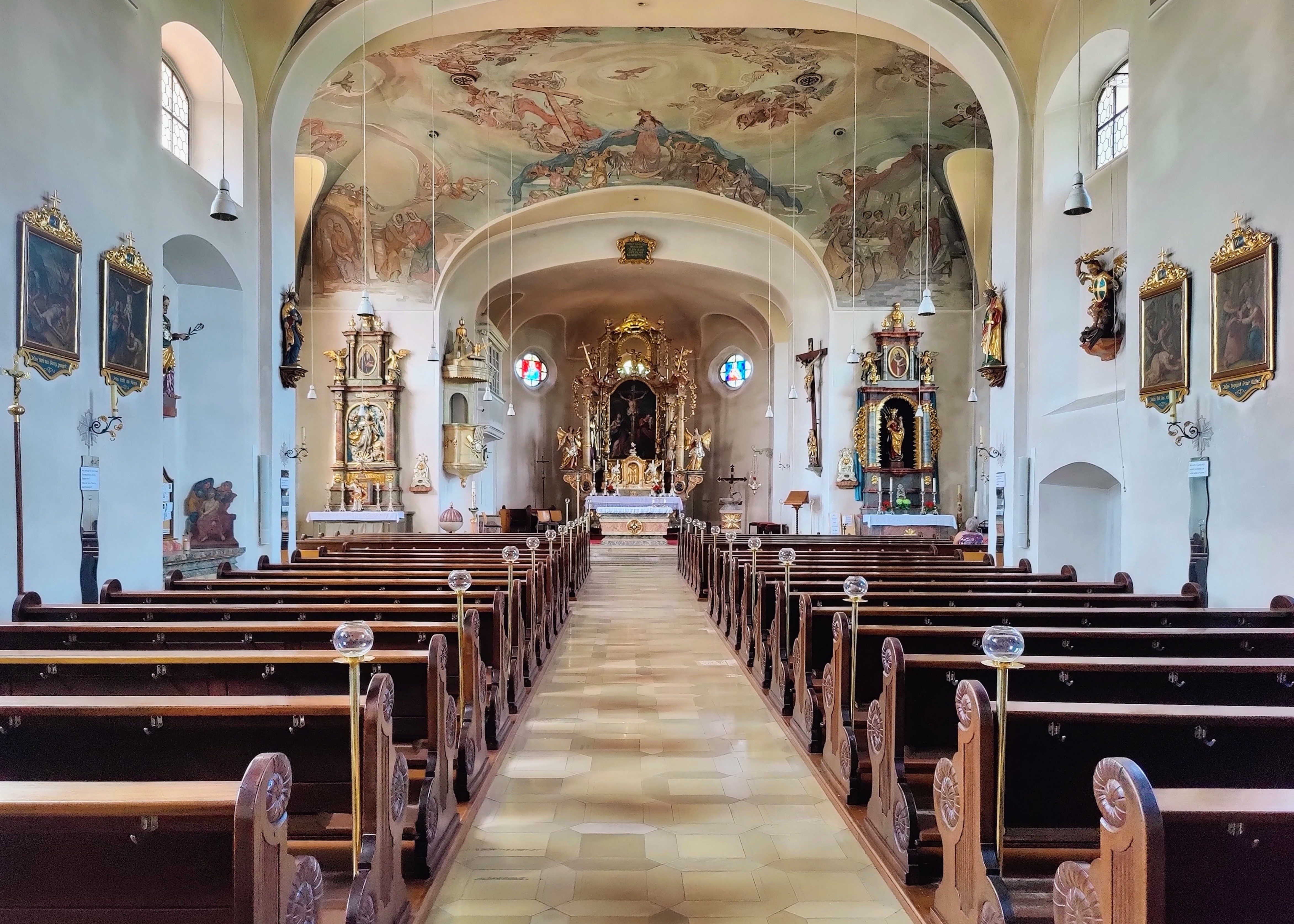
Innenraum (2022)

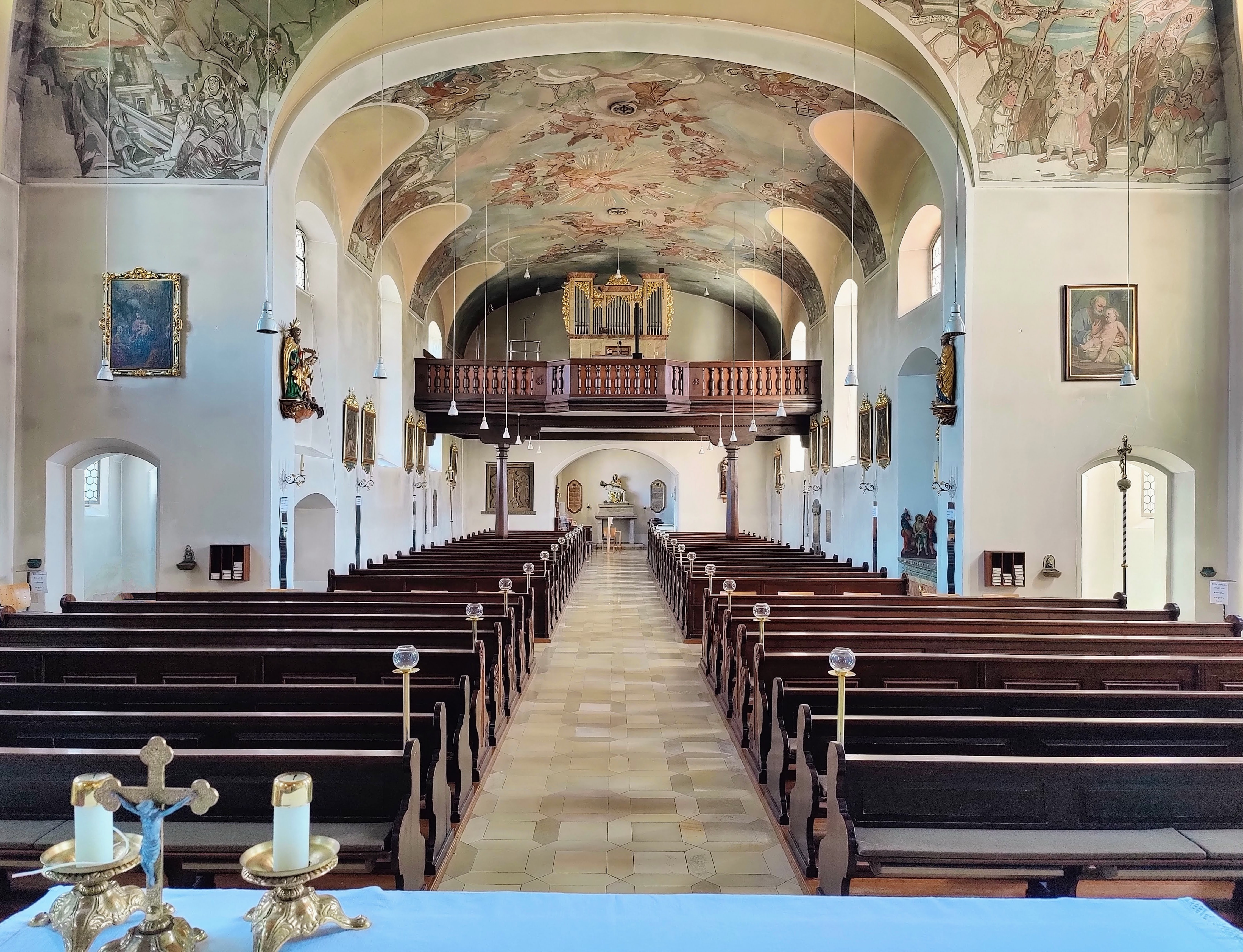
Blick zur Orgel

Die Kreuzkirche wurde 1917–21 neu gebaut, nachdem der Vorgängerbau durch einen Brand zerstört worden war. Vom romanischen Langhaus und vom frühgotischen Chorturm im Osten, dessen Erdgeschoss mit einem Kreuzgewölbe überspannt ist, wurden Reste des Mauerwerks beim Neubau verwendet. Das Querschiff aus unverputztem Quadermauerwerk, das das Langhaus überragt, wurde mit dem dreiseitig geschlossenen Chor im Westen angefügt. Der mit einem spitzen Helm zwischen den Ecktürmen bedeckte Kirchturm erhielt sein altes Aussehen. 
Seit dem Neubau hat die Kirche aber einen polygonalen Chor am westlichen Ende.
Der Innenraum des Langhauses ist mit einem Stichkappengewölbe überspannt. Die alte Kirchenausstattung ist größtenteils verbrannt, darunter die Altäre und die Kanzel aus Gundelsdorf. Das aus den Flammen gerettete Gnadenbild, das im rechten Seitenaltar eingefügt wurde, und die Mondsichelmadonna stammen aus dem 15. Jahrhundert. Das Altarretabel des Hochaltars, das von vier Säulen flankiert wird, zeigt die Kreuzigung Christi. Die Orgel wurde 1934 von Michael Weise gebaut.